# Werner Jäger (Raumplaner)
Werner Jäger (* 25. Juni 1913 in Pernegg an der Mur; † 27. Juni 2002 in Wien) war ein österreichischer Raumplaner.

## Leben
Werner Jäger war der Sohn eines Eisenbahnbeamten. Er besuchte die Mittelschule in Bruck an der Mur und in Wien sowie die technisch-gewerbliche Bundeslehranstalt. 1932 erlangte er die Matura. Von 1934 bis 1938  war er in einer Waldgenossenschaft tätig.
Ab dem 1. Mai 1938 arbeitete Jäger auf dem Gebiet der Landesplanung, für die Landesplanungsbehörde Österreich und Stadtplanung Wien. Von 1947 bis 1949 war er Mitarbeiter in der Österreichischen Akademie der Wissenschaften. Gemeinsam mit Fritz Kastner war er Gründer und von 1951 bis 1977 Leiter der Arbeitsgemeinschaft für Raumforschung und -planung (seit 1957 Österreichisches Institut für Raumplanung). 1964 wurde ihm der Professorentitel verliehen. Ab 1978 arbeitete er freiberuflich als Raumplaner für Land- und Stadtgestaltung.
Jäger führte eine Reihe von Untersuchungen und Regional-, Stadt- und Fachplanungen durch und publizierte zu diesem Themenkreis. Er gehörte dem Kuratorium des Österreichischen Instituts für Naturschutz an.

## Werke (Auswahl)
- Großräumige und regionale Aspekte der Stadtgestaltung am Beispiel Lienz, 1980
- Länderregion Ost – Beiträge zu einem räumlichen Leitbild, 1984

## Ehrungen (Auswahl)
- Großes Ehrenzeichen für Verdienste um die Republik Österreich (1975)
- Großes Goldenes Ehrenzeichen für Verdienste um das Land Wien (1979)
- Goldenes Verdienstzeichen der Republik Österreich (1999)[4]
- Josef Schöffel Preis